# Le Cronache dell'Assassino del Re

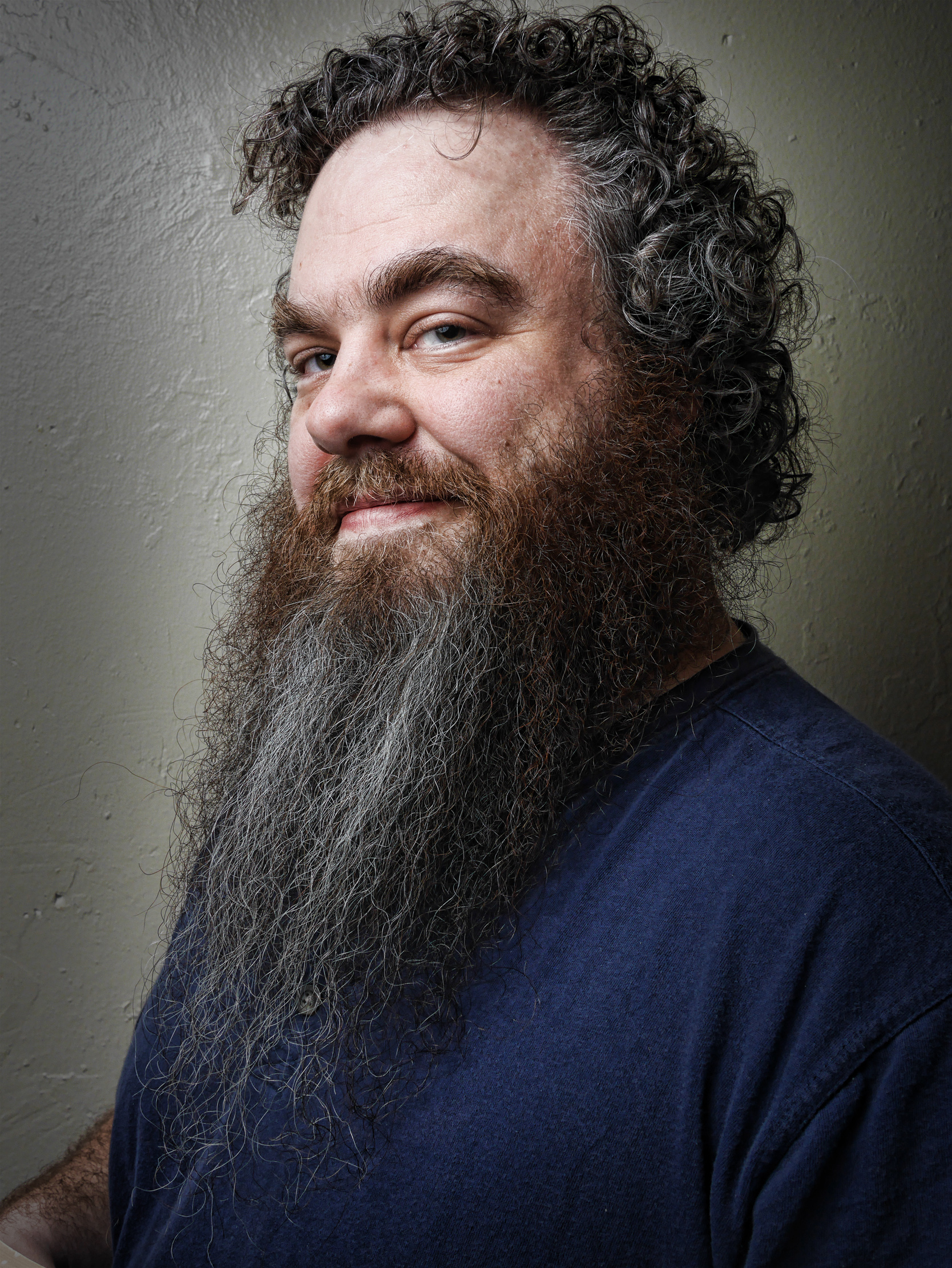
Patrick Rothfuss, l'autore della trilogia.

Le Cronache dell'Assassino del Re (The Kingkiller Chronicle) è una trilogia fantasy scritta dall'autore statunitense Patrick Rothfuss. Narra la vita di Kvothe, famoso e misterioso avventuriero e musicista.
La storia è divisa in due filoni principali, il presente, nel quale Kvothe, nelle spoglie di Kote, un anonimo locandiere, racconta la sua storia a Devan Loches (conosciuto anche come "Cronista"), e il passato, la storia in questione, che occupa la gran parte dei libri. Gli interludi in presente sono narrati in terza persona singolare, mentre il passato interamente in prima persona dal punto di vista di Kvothe. Questi afferma che ci vorranno tre giorni nel presente per concludere tutta la storia, ognuno corrispondente ad un libro.
La storia principale contiene anche parecchie storie che si riferiscono al passato dell'ambientazione e vengono raccontate da Kvothe, che a sua volta le ha ascoltate da svariati personaggi.

## Libri della serie
Sono stati pubblicati i primi due libri dei tre in programma. La data di uscita per il terzo libro non è stata ancora annunciata.
1. Il nome del vento (2007)
2. La paura del saggio (2011)
3. The Doors of Stone (TBA)

Sono state pubblicate anche due novelle ambientate nel mondo delle Cronache dell'Assassino del Re:
- Lo sguardo lento delle cose mute (romanzo breve incentrato sul personaggio di Auri)
- The Lightning Tree (racconto incentrato sul personaggio Bast, pubblicata nell'antologia Rogues)